# Könitz
Der Ort Könitz ist ein Ortsteil der Gemeinde Unterwellenborn im Landkreis Saalfeld-Rudolstadt im Südosten Thüringens an der Thüringer Porzellanstraße.

## Lage
Könitz hat heute rund 1800 Einwohner und erstreckt sich auf einer Fläche von 541 ha. Die kupierte Gemarkung befindet sich am Fuß der Nordabdachung des Thüringer Schiefergebirges westlich der Stadt Pößneck im Übergang zur Orlasenke und zur Saaleniederung östlich von Saalfeld und Unterwellenborn. Das Dorf liegt an der Landesstraße 2384 mit Anschluss an die Bundesstraße 281. Könitz besitzt einen Bahnhof an der Bahnstrecke Leipzig–Probstzella.

## Geschichte
Um 600 n. Chr. begann die Besiedlung durch Sorben. Um 800 n. Chr. begann der Bau der Burg Könitz durch einen Ritter von Conz. Von seinem Namen leitet sich auch der Name des Adelsgeschlechts Könitz ab. 1561 wurde der bisherige Ortsname Conz in Könitz geändert.
Könitz wurde und ist auch heute noch durch den Bergbau geprägt. Seit etwa 1100 ist Bergbau in Könitz nachweisbar. Es wurde sowohl Kupfer, als auch Eisenerz abgebaut. Der Kupferbergbau nahm jedoch stetig ab und Ende des 18. Jahrhunderts wurde fast nur noch Eisenerz abgebaut. Ab 1830 beginnt der Schwerspatabbau, 1910 war dessen Blütezeit. 1920 wurde eine Drahtseilbahn zum Bahnhof für den Transport von Eisenerz zur Maxhütte Unterwellenborn gebaut. Das Amt Könitz wirkte auch gleichzeitig als Berggericht.
1617 ist erstmals eine Schule in Könitz erwähnt. 1562 wurde der Bau des Schlosses in seiner noch heute zu sehenden Form vollendet. 1608 fiel das Schloss an die Grafen von Schwarzburg-Rudolstadt. Der Ort gehörte seitdem bis 1918 zur Exklave Leutenberg der Oberherrschaft der Grafschaft bzw. des Fürstentums Schwarzburg-Rudolstadt.
Während des Dreißigjährigen Krieges standen sich in der Nähe von Könitz 40.000 Schweden und 50.000 kaiserliche Truppen gegenüber. Zu einer Schlacht kam es jedoch nicht. Wie auch viele andere Regionen, wurde Könitz von den herumziehenden Truppen ausgeplündert und schwer in Mitleidenschaft gezogen. Könitz erhielt 1650 das Marktrecht. Viele Opfer forderte die Pest, die 1683 den Ort heimsuchte. Während der Schlacht bei Jena und Auerstedt im Jahre 1806 zogen 60.000 französische Soldaten durch Könitz.
1924 wurde der Könitzer Sportplatz gebaut.
Während des Zweiten Weltkrieges mussten hunderte Arbeitskräfte aus den besetzten Ländern sowie Militärinternierte aus Italien in den Rüstungsanlagen der REIMAHG im Walpersberg Zwangsarbeit verrichten. An 33 Opfer der Zwangsarbeit erinnert ein Findling mit einer Aufschrift des Gedenkens der Opfer des Faschismus. Seit 1989 ließ Italien einen weiteren Gedenkstein für seine umgekommenen Landsleute setzen.
Am 13. April 1945 wurde Könitz durch die US-Armee besetzt. Gemäß den Vereinbarungen der Alliierten über die Zonenaufteilung zogen am 2. Juli 1945 sowjetische Truppen in Könitz ein. Seit 1955 dient das Schloss als Unterkunft für geistig behinderte Menschen. Es wird heute von der Arbeiterwohlfahrt Saalfeld-Rudolstadt geführt.
1991 mit Beginn des Schuljahres 1991/1992 endete die Oberschule Könitz, aus ihr wurde eine gewerbliche Hauptschule ab Klasse 5 und eine Grundschule. 1995 war die Eröffnung des Heimatmuseums in Könitz.
Am 1. Februar 2006 wurde Könitz nach Unterwellenborn eingemeindet.

### Einwohnerentwicklung
Einwohnerentwicklung von Könitz
| - 1994: 1806 - 1995: 1799 - 1996: 1765 - 1997: 1784 - 1998: 1768 - 1999: 1781 | - 2000: 1804 - 2001: 1791 - 2002: 1730 - 2003: 1725 - 2004: 1726 |

Datenquelle: Thüringer Landesamt für Statistik

## Politik

### Wappen
Das heutige Könitzer Wappen wurde am 9. Januar 1995 durch das Thüringer Landesverwaltungsamt genehmigt. Blasonierung: „In Blau auf einem grünen Berg eine silberne Burg mit einem gaubenbedachten und einem unbedachten Turm, die durch einen rotbedachten Mittelbau verbunden sind.“ Das Wappen wurde vom Heraldiker Michael Zapfe gestaltet.

## Wirtschaft
Die 1909 vor Ort gegründete Porzellanfabrik wurde 1962 in das Porzellanwerk Kahla eingegliedert. 1993 wurde Könitz Porzellan durch Turpin Rosenthal von der Treuhandanstalt erworben und ist aktuell größter Arbeitgeber in Könitz.

## Kultur und Sehenswürdigkeiten

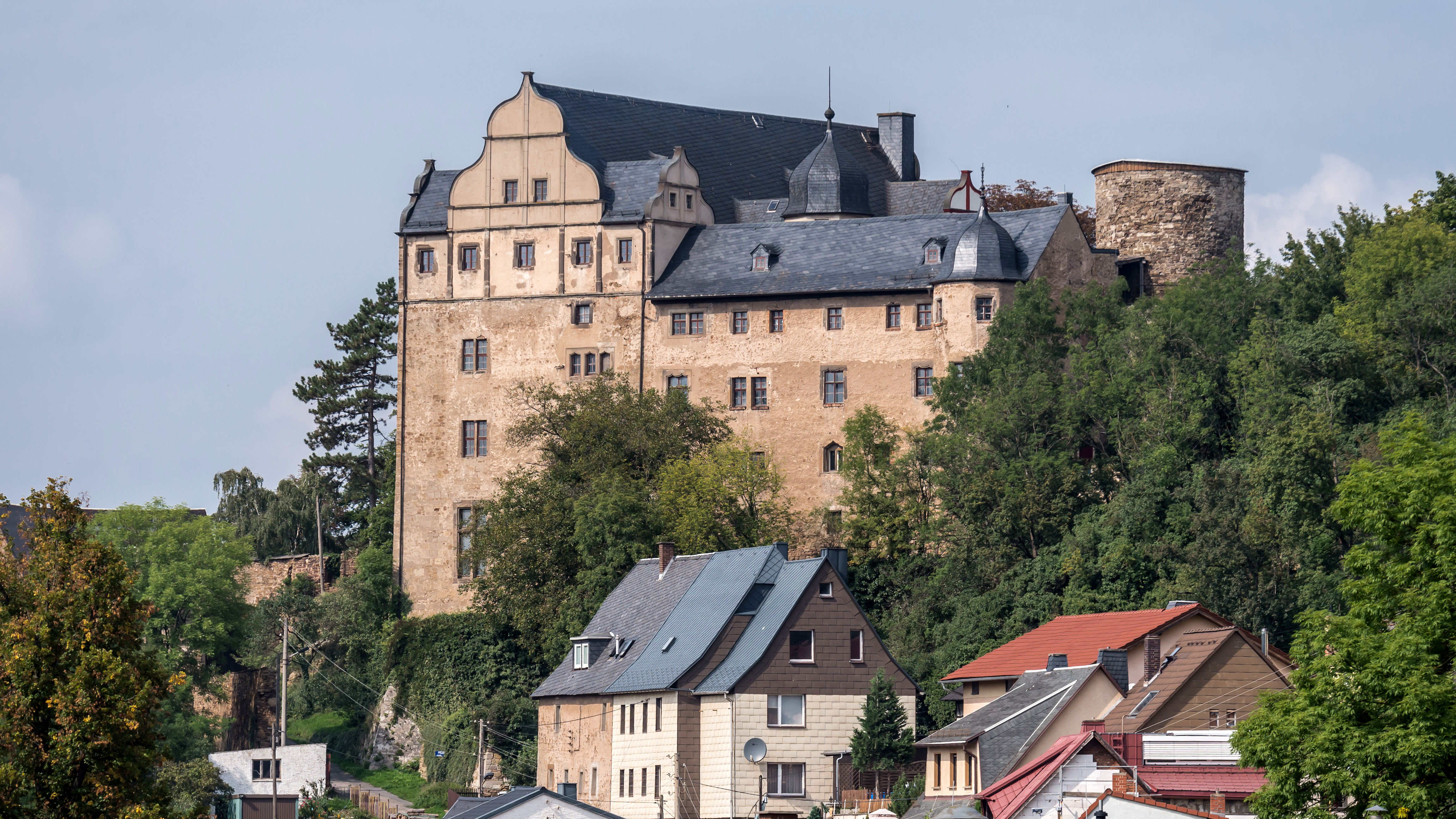
Burg Könitz

- Burg Könitz
- Altes Schloss Könitz
- Pantaleonkirche

### Jugendclub Lummerland

Jugendclub Könitz

Für die Jugendlichen in der Umgebung von Könitz herrschte Mangel an Freizeitbeschäftigungen. So haben sich junge Leute zusammengeschlossen, um einen Jugendklub einzurichten. Dies konnte mit Unterstützung des Kreis- und Landesjugendwerkes der Arbeiterwohlfahrt verwirklicht werden. Der Jugendclub, nun Ortsjugendwerk der AWO, bestand aus 40 Mitgliedern, brauchte jedoch noch eine Unterkunft. Die damaligen Clubvorsitzenden setzten sich stark dafür ein, und so folgte im August 1996 schließlich ein Gebäude, in dem sich die Jugendlichen aufhalten konnten; es war das ehemalige Bahnhofsgebäude von Könitz. Am 22. Februar 1997 waren die Renovierungsarbeiten in den Räumen und auf dem Außengelände abgeschlossen.
Etwa zur selben Zeit entstand die Idee eines Volksfestes, das sogenannte „Lummerlandfest“, bei dem die Jugendlichen des Vereins alles organisieren und planen, und auch komplett selbst durchführen. Bestand dieses Festes, das noch immer jährlich am zweiten Septemberwochenende stattfindet, ist Livemusik am Freitag und Samstag, sowie ein Kinderfest am Sonntag.
Mittlerweile existiert ein eigenständiger Verein, der „Lummerland e. V.“, der noch bis Dezember 2005 von der AWO getragen wurde, nunmehr aber vollkommen selbstständig agiert. Es gibt verschiedene Freizeitangebote für die Jugendlichen, zum Beispiel Volleyball, Tischtennis, Airhockey oder auch gelegentliche Ausflüge. Heute besteht der Verein aus etwa 20 Mitgliedern, aber auch die ehemaligen Mitglieder des Vereins helfen immer beim Lummerlandfest mit. Durch diesen Jugendclub gibt es einen größeren Zusammenhalt der Jugendlichen in Könitz und Umgebung, und er ist ein wichtiger Bestandteil im Leben der Jugend.
2013 fand erstmals das Wichtelfest Könitz statt welches jährlich wiederholt werden soll.

### Bergbau- und Heimatmuseum Könitz
2011 wurde das sanierte Bergbau- und Heimatmuseum von Könitz wiedereröffnet. Wie der Name sagt, geht es um den Bergbau als auch um alles aus der Region. So gibt es zum Beispiel ein Porzellanzimmer, eine historische Küche, eine historische Schlafstube und eine Bibliothek. Wolfgang Fröber hat einen maßgeblichen Teil für die Erarbeitung und Bereitstellung von historischen Daten beigetragen.

## Persönlichkeiten
- Egon Bönner (1901–1981), nationalsozialistischer Politiker und Staatskommissar von Hannover